# Gregorio (esarca)
Gregorio (cit. 666; fl. VII secolo) è stato un funzionario bizantino, esarca d'Italia dal 666 al 678 ca.
Nel caso fosse vera la teoria secondo cui il Gregorio patrizio che ordì l'assassinio dei duchi del Friuli Caco e Tasone tra il 619 e il 625 sarebbe stato esarca, il Gregorio esarca dal 666 al 678 potrebbe essere stato il secondo con quel nome.

## Biografia
È per la prima volta attestato nel 666 in un diploma dell'Imperatore Costante II all'arcivescovo di Ravenna Mauro in cui veniva concessa alla Chiesa Ravennate l'autocefalia, ovvero l'indipendenza dal Papato. Nel diploma in questione, a Gregorio viene ordinato di sostenere con le armi l'arcivescovo.
Secondo alcuni studiosi ferraresi dell'età moderna, la cui teoria non è però supportata da fonti dell'epoca, durante il suo mandato, su richiesta dell'arcivescovo Mauro, avrebbe inviato un esercito a distruggere la città di Voghenza, in quanto rea di parteggiare per il Papa; i superstiti avrebbero fondato la nuova città di Ferrara. L'unico documento su cui si basa questa leggenda è però stato dimostrato essere un falso storico.
Intorno al 667 Grimoaldo, re dei Longobardi, distrusse Forlimpopoli per punire la popolazione per essersi opposta al suo passaggio mentre accorreva per soccorrere il ducato di Benevento, invaso dai Bizantini.
Nel 678 non era più in carica, essendogli succeduto Teodoro II.